# Vacuna meningocócica
Vacuna meningocócica se refiere a cualquiera de las vacunas utilizadas para prevenir la infección por Neisseria meningitidis. Las diferentes versiones son efectivas contra algunos o todos los siguientes tipos de meningococo: A, B, C, W-135 e Y. Las vacunas tienen una efectividad de entre 85 y 100% durante por lo menos dos años. Resultan en una disminución de casos de meningitis y sepsis entre las poblaciones donde se usan ampliamente. Se administran mediante inyección en un músculo o debajo de la piel. 
La Organización Mundial de la Salud recomienda que los países con una tasa de enfermedad moderada o alta o con brotes frecuentes se vacunen de manera rutinaria. En países con bajo riesgo de enfermedad, recomiendan que los grupos de alto riesgo sean inmunizados. En el cinturón de la meningitis africano, los esfuerzos para inmunizar a todas las personas entre las edades de uno y treinta años con la vacuna conjugada contra el meningococo A están en curso. En Canadá y Estados Unidos, las vacunas efectivas contra los cuatro tipos de meningococo se recomiendan de manera rutinaria para adolescentes y otras personas de alto riesgo. Arabia Saudita requiere la vacunación con la vacuna cuadrivalente para viajeros internacionales que vayan a La Meca para el Hayy.
Las vacunas meningocócicas son generalmente seguras. Algunas personas desarrollan dolor y enrojecimiento en el sitio de inyección. El uso en el embarazo parece ser seguro. Se producen reacciones alérgicas graves en menos de una en un millón de dosis. 
La primera vacuna contra el meningococo estuvo disponible en la década de 1970. Está en la Lista de medicamentos esenciales de la Organización Mundial de la Salud, los medicamentos más seguros y efectivos necesarios en un sistema de salud. El costo mayorista en el mundo en desarrollo está entre US $3.23 y $10.77 por dosis para el año 2014. En los Estados Unidos cuesta entre $100 y 200. 
 

## Tipos
Neisseria meningitidis tiene 13 serogrupos clínicamente significativos, clasificados según la estructura antigénica de su cápsula de polisacárido. Seis grupos, A, B, C, Y, W-135 y X, son responsables de prácticamente todos los casos de la enfermedad en humanos. 

### Cuadrivalente (Serogrupos A, C, W-135 e Y)
Hay tres vacunas disponibles en los Estados Unidos para prevenir la enfermedad meningocócica, todas de naturaleza cuadrivalente, dirigidas a los serogrupos A, C, W-135 e Y: 
- dos vacunas conjugadas (MCV-4): Menactra y Menveo, y
- una vacuna de polisacárido (MPSV-4): Menomune, producida por Sanofi Pasteur.

Mencevax (GlaxoSmithKline) y NmVac4-A/C/Y/W-135 (JN-International Medical Corporation) se utilizan en todo el mundo, pero no tienen licencia en los Estados Unidos. 
Nimenrix (GlaxoSmithKline), una vacuna conjugada cuadrivalente contra los serogrupos A, C, W-135 e Y, está disponible en los países de la Unión Europea y en algunos países adicionales. 
La primera vacuna conjugada contra el meningococo (MCV-4), Menactra, fue autorizada en los Estados Unidos en 2005 por Sanofi Pasteur; Menveo fue licenciada en 2010 por Novartis. Ambas vacunas MCV-4 han sido aprobadas por la Administración de Medicamentos y Alimentos (FDA) para personas de 2 a 55 años de edad. Menactra recibió la aprobación de la FDA para su uso en niños de tan solo 9 meses en abril de 2011, mientras que Menveo recibió la aprobación de la FDA para su uso en niños de tan solo 2 meses en agosto de 2013. Los Centros para el Control y la Prevención de Enfermedades (CDC) no han hecho recomendaciones a favor o en contra de su uso en niños menores de 2 años.
La vacuna meningocócica de polisacáridos (MPSV-4), Menomune, ha estado disponible desde la década de 1970. Se puede usar si MCV-4 no está disponible, y es la única vacuna contra el meningococo autorizada para personas mayores de 55 años. Los CDC pueden obtener información sobre quién debe recibir la vacuna contra el meningococo.

#### Limitaciones
La duración de la inmunidad mediada por Menomune (MPSV-4) es de tres años o menos en niños menores de cinco años porque no genera células T de memoria. Intentar superar este problema mediante inmunizaciones repetidas da como resultado una respuesta de anticuerpos disminuida, no aumentada, por lo que no se recomiendan los refuerzos con esta vacuna. Al igual que con todas las vacunas de polisacáridos, Menomune no produce inmunidad mucosa, por lo que las personas aún pueden colonizarse con cepas virulentas de meningococo y no desarrollar inmunidad de grupo o rebaño. Por esta razón, Menomune es adecuada para viajeros que requieren protección a corto plazo, pero no para programas nacionales de prevención de salud pública. 
Menveo y Menactra contienen los mismos antígenos que Menomune, pero los antígenos se conjugan con un complejo polisacárido-proteína del toxoide diftérico, lo que da como resultado una mayor duración prevista de la protección, un aumento de la inmunidad con las vacunas de refuerzo y una inmunidad de grupo efectiva.

#### Resistencia
Un estudio publicado en marzo de 2006 comparando los dos tipos de vacunas encontró que el 76% de los sujetos todavía tenían protección pasiva tres años después de recibir MCV-4 (63% de protección en comparación con los controles), pero solo el 49% tenía protección pasiva después de recibir MPSV- 4 (31% de protección en comparación con los controles). Para el año 2010 sigue habiendo pruebas limitadas de que cualquiera de las vacunas conjugadas actuales ofrezcan protección continua más allá de tres años; se están realizando estudios para determinar la duración real de la inmunidad y el requisito posterior de las vacunas de refuerzo. Los CDC ofrecen recomendaciones sobre quién creen que deberían recibir las vacunas de refuerzo.

### Bivalente (Serogrupos C e Y)
El 14 de junio de 2012, la FDA aprobó una vacuna combinada contra dos tipos de enfermedad meningocócica y enfermedad por H. influenzae (Hib) para bebés y niños de 6 semanas a 18 meses de edad. La vacuna, Menhibrix, previene la enfermedad causada por los serogrupos C e Y de Neisseria meningitidis y Haemophilus influenzae tipo b. Esta fue la primera vacuna contra el meningococo que se pudo administrar a bebés de incluso seis semanas de edad. 

### Serogrupo A
Una vacuna llamada MenAfriVac ha sido desarrollada a través de un programa llamado Meningitis Vaccine Project y tiene el potencial de prevenir brotes de meningitis del grupo A, que es común en el África subsahariana.

### Serogrupo B
Las vacunas contra la enfermedad meningocócica del serotipo B han resultado difíciles de producir y requieren un enfoque diferente al de las vacunas contra otros serotipos. Mientras que las vacunas de polisacárido efectivas se han producido contra los tipos A, C, W-135 e Y, el polisacárido capsular en la bacteria tipo B es demasiado similar a las moléculas de adhesión neural humana para ser un objetivo útil.
Se han producido varias vacunas del "serogrupo B". Estrictamente hablando, estas no son vacunas de "serogrupo B", ya que no tienen como objetivo producir anticuerpos para el antígeno del grupo B: sería más preciso describirlas como vacunas independientes de serogrupo, ya que emplean diferentes componentes antigénicos del organismo; de hecho, algunos de los antígenos son comunes a diferentes especies de Neisseria .
Se desarrolló una vacuna para el serogrupo B en Cuba en respuesta a un gran brote de meningitis B durante la década de 1980. Esta vacuna se basó en vesículas de la membrana externa de la bacteria producidas artificialmente. La vacuna VA-MENGOC-BC demostró ser segura y efectiva en estudios aleatorios doble ciego, pero se le otorgó una licencia solo para fines de investigación en los Estados Unidos ya que las diferencias políticas limitaron la cooperación entre los dos países.
Debido a una prevalencia igualmente alta de meningitis por serotipo B en Noruega entre 1975 y 1985, las autoridades sanitarias noruegas desarrollaron una vacuna diseñada específicamente para niños y adolescentes noruegos. Los ensayos clínicos se suspendieron después de que se demostró que la vacuna cubría solo un poco más del 50% de todos los casos. Además, se presentaron demandas por daños y perjuicios contra el Estado de Noruega por personas afectadas por reacciones adversas graves. La información que obtuvo la autoridad de salud durante el desarrollo de la vacuna se transmitió posteriormente a Chiron (ahora GlaxoSmithKline), quien desarrolló una vacuna similar, MeNZB, para Nueva Zelanda.
En enero de 2013 se aprobó una vacuna MenB para su uso en Europa. Siguiendo una recomendación positiva del Comité de Medicamentos para Uso Humano de la Unión Europea, Bexsero, producido por Novartis, recibió una licencia de la Comisión Europea. Sin embargo, el despliegue en países miembros individuales de la UE todavía depende de las decisiones de los gobiernos nacionales. En julio de 2013, el Comité Conjunto de Vacunación e Inmunización del Reino Unido (JCVI, por sus siglas en inglés) emitió una declaración provisoria de posición en contra de la adopción de Bexsero como parte de un programa de inmunización rutinaria contra el meningococo B, por razones de costo-efectividad. Esta decisión fue revocada a favor de la vacunación con Bexsero en marzo de 2014. En marzo de 2015, el gobierno del Reino Unido anunció que habían llegado a un acuerdo con GlaxoSmithKline, quienes se había hecho cargo del negocio de vacunas de Novartis, con el cual Bexsero se introduciría en el programa de vacunación rutinaria del Reino Unido más adelante en 2015.
En noviembre de 2013, en respuesta a un brote de meningitis por serotipo B en el campus de la Universidad de Princeton, el jefe interino de la rama de meningitis y enfermedades prevenibles por vacunación de los Centros para el Control y la Prevención de Enfermedades (CDC) dijo a NBC News que habían autorizado la importación de emergencia de Bexsero para detener el brote. Bexsero fue posteriormente aprobada por la FDA en febrero de 2015. En octubre de 2014, la FDA aprobó Trumenba, una vacuna contra el serogrupo B producida por Pfizer. 

### Serogrupo X
La aparición del serogrupo X se ha informado en América del Norte, Europa, Australia y África occidental. No existe una vacuna para proteger contra la enfermedad del serogrupo X de N. meningitidis.

## Efectos secundarios
Los efectos secundarios comunes incluyen dolor y enrojecimiento alrededor del sitio de inyección (hasta en el 50% de los receptores). Un pequeño porcentaje de personas desarrolla fiebre leve. Como con cualquier medicamento, una pequeña proporción de personas desarrolla una reacción alérgica severa. En 2016, Health Canada advirtió sobre un mayor riesgo de anemia o hemólisis en personas tratadas con eculizumab (Soliris). El mayor riesgo fue cuando los individuos "recibieron una dosis de Soliris dentro de las 2 semanas después de haber sido vacunados con Bexsero".
A pesar de las preocupaciones iniciales sobre el síndrome de Guillain-Barré, estudios posteriores en 2012 no han mostrado un mayor riesgo de GBS después de la administración de la vacuna conjugada contra el meningococo.